# Vassányi Béla
Vassányi Béla (1923–1999) magyar fotóművész.

## Élete
A Piarista Gimnáziumban érettségizett, majd a Magyar Királyi Bolyai János Honvéd Műszaki Akadémián tanult tovább. Katonatisztként kezdte, de volt favágó, pénzügyi előadó, műszaki vezető, technológiai tanácsadó és szövetkezeti elnök is. 
Reklámfotóval foglalkozott a Fényszövnél. Autodidakta úton szerezte szakmai tudását  – sokat tanult Tamásy Sándortól, dr. Csörgeő Tibortól, Kálmán Bélától és a kor többi nagy fotográfusától. Munkássága elismeréseként 1957-ben tagjává fogadta a Magyar Fotóművészek Szövetsége. A Művészeti Alap (1960-tól), majd a Magyar Reklámszövetség (1976-) és a Budapesti Fotóklub (1984-) tagja lett.
Sok fiatal tehetséget indított útjára. Több fotóművész mesterének tekinti őt, mint például Jung Zseni és Korniss Péter és Milos József is. 

„A Fényszövnél viszont, a riportosztály vezetője, Vassányi Béla képet komponálni tanított. Nemcsak nekem, mert voltak a cégnek tanulói is.”

– Hovanyecz László: Beszélgetés Korniss Péter fotóművésszel - Mekkorát ugrik a legény?

Kiváló fotográfiai munkásságát több mint ötven nemzetközi díj bizonyítja.

## Díjak, elismerések
- 1959-től az AFIAP (A Nemzetközi Fotóművész Szövetség Művésze) kitüntetés tulajdonosa
- 1979-ben Pécsi József-díj